# Karneval kultur
Karneval kultur (německy der Karneval der Kulturen) v Berlíně je známým multikulturním festivalem ve městě žijících národů a národností, který chce berlínskému obyvatelstvu ukázat kulturní pestrost a přispět k porozumění, odbourání předsudků a integraci cizinců ve městě.

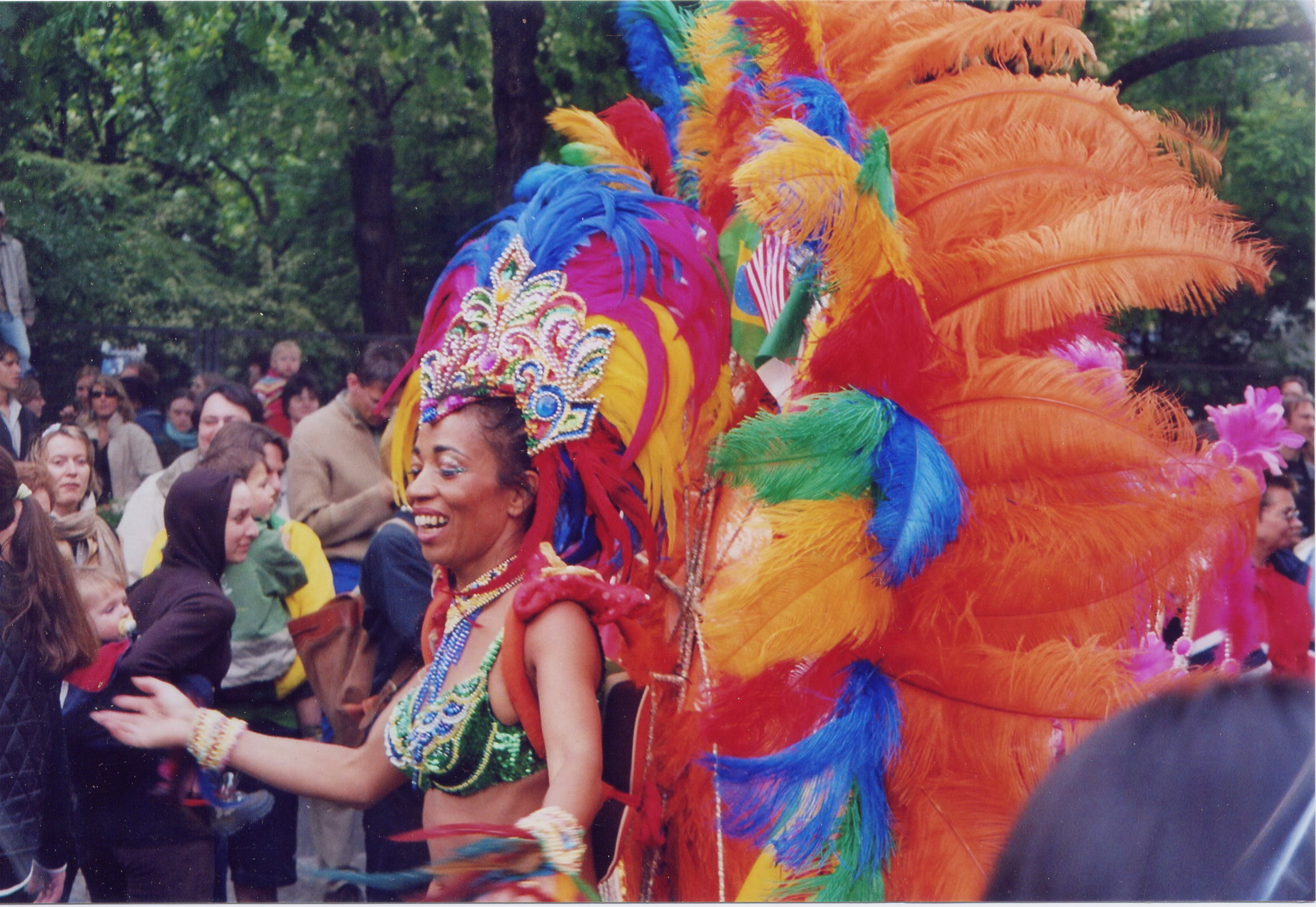
Karneval kultur 2006

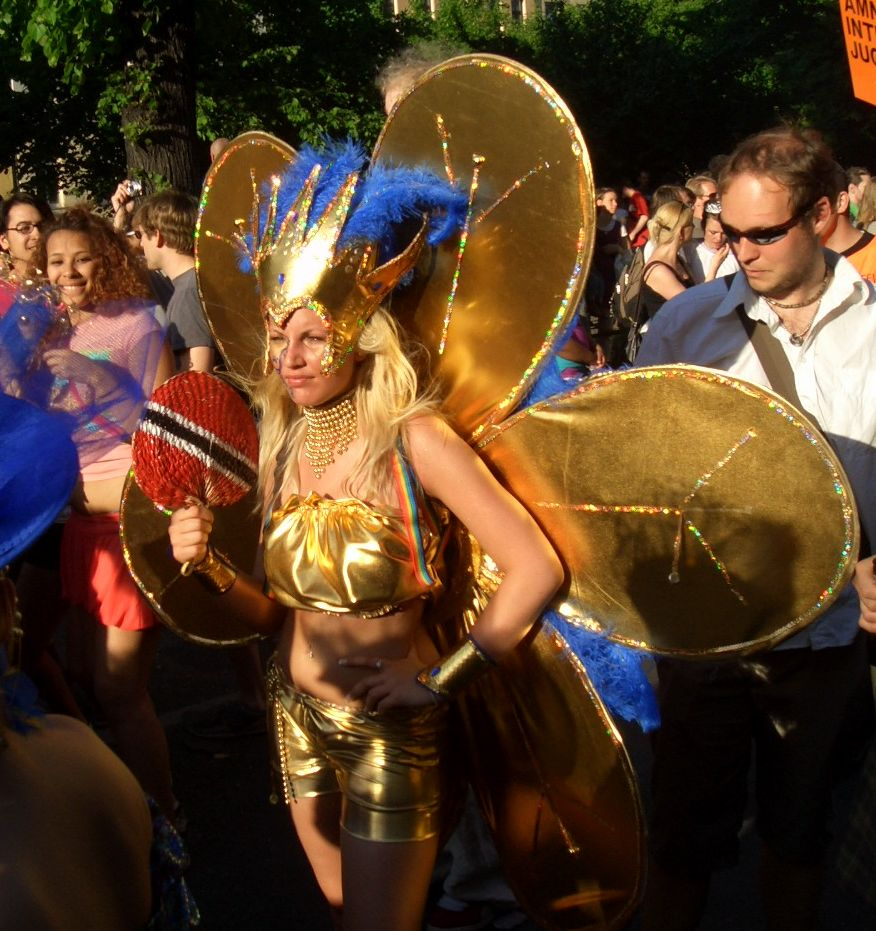
Karneval kultur 2008

První karneval se uskutečnil roku 1996, poté se ročně opakuje o letnicovém víkendu (tj. 50 dní po Velikonocích) jako velký průvod především v berlínské čtvrti Kreuzbergu. Průvod více než 180 v Berlíně žijících národností, kde vystupují např. taneční skupiny v národních krojích, je doplněn slavnostmi a vystoupeními různých kulturních, hudebních a choreografických souborů, trvajícími dva až tři dny. 
Počet účinkujících se v posledních dvou letech odhadoval na 4500 osob. Počet návštěvníků a diváků byl roku 1996 odhadnut na 50 000, v pozdějších letech pak rapidně stoupal. Roku 2003 a 2004 karneval kultur přilákal kolem 1,5 milionu návštěvníků, v následujících letech byl v důsledku špatného počasí zaznamenám jistý pokles (700 000 resp. 800 000 přihlížejících 2005 resp. 2006). 
Karneval roku 2020, plánovaný na 29. května (až 1. června) byl ohledně pandemie covidu-19 zrušen.
Karneval se tím řadí do tradice obdobných (i když menších) festivalů jako např. Notting Hill Carnival v Londýně nebo Zomercarnaval v Rotterdamu.